# Stictoptera timesella
Stictoptera timesella är en fjärilsart som beskrevs av Embrik Strand 1917. Stictoptera timesella ingår i släktet Stictoptera och familjen nattflyn. Inga underarter finns listade i Catalogue of Life.